# Los rockeros van al infierno
«Los rockeros van al infierno» es una canción de la banda española de heavy metal Barón Rojo, incluida en su segundo álbum de estudio Volumen brutal y publicada como sencillo principal del mismo en 1982 por Chapa Discos.

## Origen y significado
La canción fue escrita por Sherpa y Carolina Cortés, y la letra refleja una metáfora sobre la vida de un metalero de forma sarcástica.
Además de este tema, el single incluye como cara B el tema "Incomunicación" de su álbum Volumen brutal.

## Lista de canciones

### CD - Promo[5]
| Los rockeros van al infierno — Sencillo |                                |          |  |
| N.º                                     | Título                         | Duración |  |
| 1.                                      | «Los rockeros van al infierno» | 3:38     |  |
| 2.                                      | «Incomunicación»               | 4:15     |  |

## Posiciones en las listas
| Listas (1982)                             | Posición |
| ----------------------------------------- | -------- |
| Estados Unidos Billboard Hot Latin Tracks | 89       |

## Premios y nominaciones
| Año  | Publicación          | País          | Lista                                               | Puesto |
| ---- | -------------------- | ------------- | --------------------------------------------------- | ------ |
| 2009 | Rock en las Américas | Latinoamérica | Las 120 mejores canciones del rock hispanoamericano | 96°    |